# Rudbari (Sprache)
Rudbari (رودباری) ist ja nach Ansicht ein Dialekt von Tati bzw. Talisch oder eine Sprache, die im Nordwesten des Iran gesprochen wird. Rudbari wird im Landkreis Rudbar in der Provinz Gilan gesprochen. Genaue Sprecherzahlen sind nicht bekannt, da viele Menschen in der Region inzwischen Persisch oder Gilaki sprechen und Rudbari daher vorm Aussterben gefährdet ist. 